# 伊藤清永記念館
伊藤清永記念館（いとうきよながきねんかん）は、兵庫県豊岡市出石町にある市立美術館である。
豊岡市出石町出身の洋画家の伊藤清永などから作品の寄贈を受け、その保存研究と顕彰を目的として1989年に出石町立伊藤美術館として開館した。常設展では伊藤清永初期の代表作「磯人」、「I夫人像」、後期の代表作の裸婦像等を展示。また黒田清輝から譲り受けたイーゼルや、藤田嗣治のパレット等、記念の品々も観ることができる。企画展も開催され、磁器の公募展「出石磁器トリエンナーレ」の会場にもなる。ひょうごっ子ココロンカードの対象施設になっている。
出石町が市町合併により豊岡市となった際に、美術館は市立美術館として継承された。2014年には豊岡市が運営する美術館としての認知度が低いことから、伊藤清永美術館を豊岡市立美術館「伊藤清永記念館」に名称変更した。

## 沿革
出典
- 1989年（平成元年）11月 - 出石町立伊藤美術館開館
- 2005年（平成17年）4月 - 市町村合併により伊藤清永美術館に改称
- 2014年（平成26年）5月 - 豊岡市立美術館 伊藤清永記念館に改称
- 2016年（平成28年）1月 - 学習交流室（多目的スペース）設置

## 建物
主要構造はコンクリートでありながら、江戸時代から遺された出石の街並みと調和する数奇屋風の外観にするなど、修景に細心の注意が払われている。天井採光を得るためにガラス瓦を用いた展示室もある。
- 構造 - 鉄筋コンクリート建（一部木造）地上2階 ・地下1階
- 敷地面積 - 2,152.93m2
- 設計 - 宮脇檀建築研究室
- 竣工 - 1989年

## 施設
- 1階
  - ホール
  - 受付
  - 展示室B、C
  - ギャラリー
  - 学習交流室（多目的スペース）
  - トイレ
- 2階
  - ホール
  - ギャラリー
  - 展示室A

## 交通
- JR山陰本線豊岡駅・江原駅・八鹿駅の各駅から全但バス「出石」行き乗車、終点下車。徒歩5分。